# Stenorrhynchos
Stenorrhynchos es un género de orquídeas de la subfamilia Orchidoideae, familia Orchidaceae. Tiene cinco especies.

## Especies deStenorrhynchos
A continuación se brinda un listado de las especies del género Stenorrhynchos aceptadas hasta mayo de 2011, ordenadas alfabéticamente. Para cada una se indica el nombre binomial seguido del autor, abreviado según las convenciones y usos y la publicación válida.
1. Stenorrhynchos albidomaculatum Christenson, J. Orchideenfr. 12: 12 (2005)
2. Stenorrhynchos austrocompactum Christenson, J. Orchideenfr. 12: 16 (2005)
3. Stenorrhynchos glicensteinii Christenson, J. Orchideenfr. 12: 20 (2005)
4. Stenorrhynchos speciosum (Jacq.) Rich., De Orchid. Eur.: 37 (1817) - especie tipo
5. Stenorrhynchos vaginatum (Kunth) Spreng., Syst. Veg. 3: 710 (1826)

## Sinonimia
- Aetheria Blume ex Endl.
- Centrogenium Schltr.
- Cladobium Schltr.